# Талвела, Пааво
Па́аво Та́лвела (фин. Paavo Talvela), имя при рождении Пааво Юхо Торе́н (фин. Paavo Juho Thorén; 19 января 1897 Гельсингфорс, Великое княжество Финляндское, Российская империя — 30 сентября 1973, Хельсинки, Финляндия) — финский военный деятель, участник Первой мировой войны, Гражданской войны в Финляндии, Первой советско-финской войны, Зимней войны и Войны-продолжения, генерал пехоты (1966). Кавалер креста Маннергейма 2-го класса (1941).

## Биография

### Детство и молодость
Пааво Юхо Торен (с 1905 года Талвела) был последним из одиннадцати детей в семье земледельцев. Не окончив коммерческого училища, он отправился в Германию, где в 1916—1917 годах получил военное образование в финском Егерском батальоне и участвовал в боях на восточном германском фронте, в том числе на реке Мисе и в Рижском заливе. Весной 1917 года его отправили в Швецию и Финляндию с особым заданием в рамках егерского движения. Однако миссия не удалась, поскольку он был задержан на шведско-финской границе и много месяцев провёл под надзором шведских властей в Лулео и Уппсале. Лишь в конце 1917 года он через Аландские острова добрался до Турку, где некоторое время занимался организационной работой в шюцкоре. В конце декабря он переехал в только что открытое военное училище в Вимпели, где работал преподавателем.

### Гражданская война и Олонецкая экспедиция
Во время Гражданской войны в Финляндии Талвела сначала участвовал в захвате Кристиинанкаупунки, а затем действовал на правом фланге фронта в Сатакунта. Лейтенант (18.02.1918), капитан (16.03.1918), по окончании войны ему было присвоено звание майора (20.05.1918). Талвела служил в разных войсковых частях, но в 1919 году вышел в отставку и возглавил военную экспедицию в Карелию; после подписания в 1920 году Тартуского мирного договора не соглашался на вывод войск из Карелии ещё в течение двух лет, ведя партизанскую войну. В 1922 году с остатками отряда вернулся в Финляндию, где встречен как национальный герой.

### Военная и политическая карьера
В 1924—1926 годах проходит обучение в Высшей военной школе. Подполковник (16.05.1925). По окончании назначен командиром элитного Егерского полка. Спустя три года принял активное участие в формировании Лапуаского движения, ставившего своей целью борьбу с коммунистами в Финляндии. Полковник (15.06.1928). Вскоре он уволился из рядов вооружённых сил, целиком отдавшись политической деятельности и бизнесу. Однако в 1932 году Лапуаское движение было запрещено вследствие неудачной попытки государственного переворота.

### Во Второй мировой войне
В середине 1939 года вернулся на военную службу в качестве помощника начальника Управления военной экономики Министерства обороны и начальника штаба Совета вооружений. Вскоре после начала Зимней войны, 8 декабря 1939 года, возглавил отдельную оперативную группу из семи батальонов, которой было поручено стабилизировать положение на северном фланге 4-го корпуса генерал-майора Хегглунда. 12 декабря уничтожил советскую 139-ю стрелковую дивизию, затем разгромил брошенную сюда советскую 75-ю стрелковую дивизию. В течение 10 дней он взял в плен 600 человек, захватил 60 танков, 31 орудие и 220 пулемётов, сам при этом потерял до 25 % личного состава. Произведён в генерал-майоры (18.12.1939).
19 февраля 1940 года назначен командиром 3-го корпуса, действовавшего на Карельском перешейке. Успешно оборонялся от наступавших войск 13-й советской армии, не позволяя ей до конца войны прорваться к Кексгольму. После войны Талвела поручено руководство укреплением порта Петсамо. В сентябре 1940 года в качестве личного представителя Маннергейма провёл в Берлине раунд переговоров с представителями германского Генштаба, была достигнута договорённость о сотрудничестве Генштабов Финляндии и Германии. Затем ещё несколько раз выезжал в Германию; во многом благодаря его дипломатическим успехам в плане «Барбаросса» для финской армии была предусмотрена активная роль в будущей войне.
В июне 1941 года назначен командиром 6-го корпуса (5-я и 11-я дивизии, 1-я егерская бригада), который с началом войны вошёл в состав Карельской армии. Сыграл ведущую роль в финском наступлении в Восточной Карелии. В июле 1941 прорвал оборону 71-й стрелковой дивизии и 14 июля расчленил фронт 7-й советской армии, после чего вышел на советско-финскую границу 1939 года. 4 сентября корпус Талвела начал наступление на Свирском направлении, прорвал оборону Южной оперативной группы и 6 сентября взял Олонец. Способствовал взятию Петрозаводска частями генерала Хегглунда, а затем участвовал в боях к северу от Онежского озера. В начале 1942 года назначен командующим Карельской армией.
В июне 1942 года направлен в Берлин представителем главнокомандующего финской армией при Верховном командовании вермахта (OKB). Участвовал в планировании операций Nordlicht по полному окружению и разгрому Ленинграда, которая была сорвана Красной армией на начальном этапе. В-частности, Талвела являлся инициатором высадки десанта на остров Сухо в Ладожском озере для перехвата «Дороги жизни» и удушения Ленинграда голодом во вторую блокадную зиму, которая была безуспешно проведена в октябре 1942 года. Генерал-лейтенант (1942).
В конце июня 1944 года советские войска начали крупномасштабное наступление, и Талвела был срочно отозван и назначен командиром 2-го корпуса (также носил название Масельской оперативной группы), развернутого между Сегозером и Онежским озером. 14 июня сменил генерал-лейтенанта Эша во главе Олонецкой оперативной группы. Скрытно отвёл войска, закрепившись на укрепленном рубеже реки Свирь. Не смог выдержать удар 32-й советской армии и 9 августа был вынужден отступить на старую линию обороны.
С 1 августа по 7 сентября 1944 года вновь занимал пост представителя при германском командовании. После выхода Финляндии из войны вернулся на родину и работал в транспортной компании «Похъёлан лиикенне».

### После войны
В 1946 году вышел в отставку и уехал в Латинскую Америку, где занимался продажей финской целлюлозы, однако уже в 1949, составив крупное состояние, вернулся в Финляндию. В 1951 году, после смерти Маннергейма создал и возглавил общество памяти маршала. Занимался политикой на муниципальном уровне.
Пааво Талвела скончался в 1973 г. Похоронен на кладбище Кулосаари в Хельсинки. Его жена Карин (они состояли в браке с 1923 г.) пережила его на шестнадцать лет. У них было трое детей.
Мемуары Талвела, двухтомник «Sotilaan elämä» («Война солдата»), был опубликован посмертно, в 1976—1977 годах.